# Вигларово
Вигла́рово (болг. Въгларово) — село в Хасковській області Болгарії. Входить до складу общини Хасково.

## Населення
За даними перепису населення 2011 року у селі проживали 664 особи.
Національний склад населення села:
| Національність   | Кількість осіб | Відсоток |
| ---------------- | -------------- | -------- |
| болгари          | 456            | 76,0%    |
| турки            | 137            | 22,8%    |
| цигани           | 5              | 0,8%     |
| Всього відповіли | 600            |          |

Розподіл населення за віком у 2011 році:
Динаміка населення: